# Tushratta
Tušratta, Tushratta, Tuschratta (Lingua accadica Lugal KurḪa-ni-gal-ba-at Tu-uš-e-rat-ta) (1354 a.C. circa – 1340 a.C.), è stato un sovrano del regno di Mitanni inquadrabile nel XIV secolo a.C..

## Biografia

### I primi anni

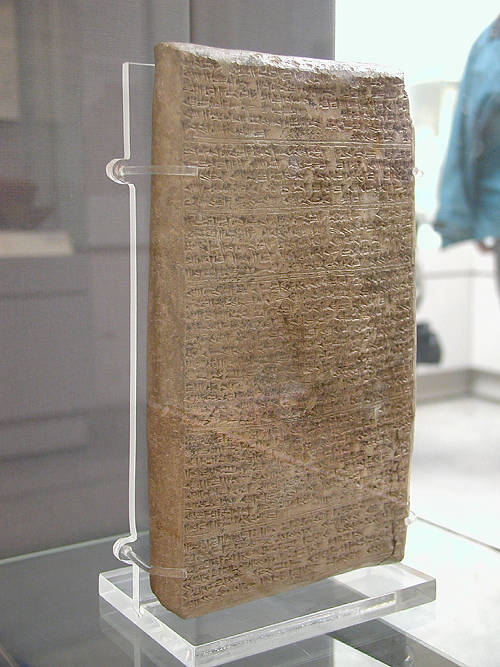
Tavoletta cuneiforme contenente una lettera di Tushratta di Mitanni al faraone Amenhotep III

Figlio di Shuttarna II salì al trono in seguito ad un complotto che eliminò suo fratello maggiore Artashumara successore del padre, ordito da un certo UD-hi (o Uthi).
Il regno di Tushratta dovrebbe collocarsi intorno alla metà del secolo in quanto la corrispondenza diplomatica egizia del tempo, le famose lettere di Amarna, riportano contatti sia con Amenhotep III che con Amenhotep IV (Akhenaton).
Quando salì al trono Tushratta probabilmente era in giovane età e probabilmente la sua incoronazione fu solo un paravento per permettere ad un usurpatore di esercitare il potere; in seguito però riuscì a riconquistare il potere grazie all'aiuto del faraone suo genero. Si tratta però solo di supposizioni ricavate dalle citate tavolette cuneiformi di Arnarna.
Ad Amenhotep III il sovrano di Mitanni inviò in sposa una figlia, Tadukhipa e, in occasione di una grave malattia del sovrano egizio, inviò la statua di Ishtar di Ninive ritenuta possedere poteri curativi.
Nella corrispondenza con Amenhotep IV rimangono gli appelli, inascoltati da parte egizia, con la richiesta di oro per la costruzione di una statua.
Morirà ucciso dal figlio Shattiwaza che divenne re con l'appoggio degli Ittiti del re Šuppiluliuma I.

### La Crisi
È durante il regno di Thusratta che Mitanni inizia la sua parabola discendente sotto i colpi dell'impero Ittita ed a causa dell'ascesa del regno assiro. Gli egiziani avevano la percezione che il potere dell'impero di Mitanni stava giungendo alla sua fine e per questo, al fine di assicurare i territori di confine in Siria, il nuovo faraone Akhenaten prese accordi con gli inviati degli Ittiti e degli Assiri, il primo Stato vassallo Mitanni. Dalle lettere di Amarna sappiamo della richiesta disperata di Tushratta di oro per costruire una statua di Akhenaton che si trasformò in una grave crisi diplomatica.
Della debolezza dell'impero di Mitanni approfittarono i regni di Aziru e di Amurru, importanti stati vassalli, per prendere accordi segreti con il re gli Ittiti Šuppiluliuma I. Le informazioni forniteci dal posteriore trattato tra Suppiluliuma e Shattiwaza riferiscono come il sovrano ittita avrebbe stretto alleanza con Artatama II un pretendente al trono di Mitanni rivale di Tushratta. Nel testo Tushratta è definito re di Mitanni mentre Artatama II è detto re di Hurri.
Durante il regno di Tushratta il sovrano ittita Šuppiluliuma I condusse quella che è detta prima campagna di Siria con la conquista dei territori mitannici di Amurru e Nuhashshe. In una successiva campagna militare fu riconquistato da Suppiluliuma I anche il regno di Kizzuwatna che era uscito dalla sfera di influenza Ittita per allearsi con Mitanni e così anche i regni di Arzawa, Ishuna ed Aleppo tutti vassalli di Mitanni. Suppiluliuma invase così la parte occidentale della valle dell'Eufrate sottraendo gran parte dei territori dell'impero di Mitanni.

## Conflitto mitannita-ittita
Suppiluliuma iniziò a saccheggiare le regioni sulla riva occidentale dell'Eufrate e annesse la regione del Monte Libano; come risposta Tushratta minacciò di eseguire razzie attraversando il fiume se fosse stato rubato un singolo agnello o rapito un bambino.
Suppiluliuma reclamò allora la sovranità sulle terre di Ishuwa, nell'alto Eufrate, che si erano separate da Hatti durante il regno di suo nonno e che questi non era riuscito a riconquistare.
Nel testo pervenutoci Suppiluliuma afferma poi di aver sconfitto le città che si erano ribellate al tempo di suo padre ma che i superstiti di queste avevano trovato rifugio, grazie all'appoggio di Mitanni, proprio nel territorio di Ishuwa.

### Prima Campagna
La restituzione dei fuoriusciti era, nei trattati diplomatici dell'epoca, parte integrante degli accordi tra stati e tra governanti e loro vassalli, cosicché l'aver offerto rifugio a questi attraverso Ishuwa costituì per gli Ittiti il pretesto per attaccare Mitanni.
Un esercito ittita superò i confini entrò in Ashuwa e riportò i fuoriusciti sotto proprio dominio. 
L'esercito ittita marciò poi attraverso vari distretti verso Washukanni la capitale mitannica. Suppiluliuma afferma di aver depredato la regione e di aver riportato copioso bottino di prigionieri, bovini, pecore e cavalli neri ad Hatti. Egli afferma anche che Tushratta fu sconfitto, benché apparentemente fosse fallita la conquista della capitale, atto di cui non si parla. La guerra indebolì Mitanni ma non lo distrusse.

### Seconda Campagna
In una seconda campagna gli ittiti attraversarono l'Eufrate e sottomisero Halab, Mukish, Niya, Arahati, Apina e Qatna ed altre città il cui nome non ci è prevenuto. Il bottino proveniente da Arahati comprendeva anche guidatori di carri da guerra che furono trasferiti in Hatti con tutte le loro cose. Nell'antichità era pratica comune incorporare truppe nemiche sconfitte nel proprio esercito e questo potrebbe rappresentare il tentativo ittita di far fronte alla più potente arma di Mitanni, i carri da guerra, costruendo, o potenziando, una analoga unità bellica con le stesse truppe mitannite.
Nel complesso Suppiluliuma sottrasse al domino di Tushratta tutte le terre dal monte Libano fino alle foci dell'Eufrate, benché i nomi di governatori ittiti e di vassalli vengano riportati solamente per alcune città e regni.